# County Waterford
County Waterford (Iers: Port Láirge) is een graafschap aan de zuidkust van Ierland in de provincie Munster. Het heeft een oppervlakte van 1837 km², een inwoneraantal van 101.546. Tot 2014 was Dungarvan de hoofdstad van het graafschap. Na de fusie van de City Council van de stad Waterford met het graafschap is Waterford de hoofdstad.
De stad Waterford is bekend om zijn kristalfabriek: Waterford Crystal, die ook te bezichtigen is.
De sportkleuren van het graafschap zijn wit met blauw en groen.

## Plaatsen
| Engels       | Iers              | Inwoners |
| ------------ | ----------------- | -------- |
| Dungarvan    | Dún Garbháin      | 9.227    |
| Lismore      | Lios Mór          | 1.374    |
| Stradbally   | An Sráidbhaile    | 438      |
| Tallow       | Tulach an Iarainn | 946      |
| Tramore      | Trá Mhór          | 10.381   |
| Villierstown | An Baile Nua      | 276      |
| Waterford    | Port Láirge       | 53.504   |